# Oberainried
Oberainried ist ein Gemeindeteil des Marktes Markt Indersdorf im oberbayerischen Landkreis Dachau. Die Einöde liegt circa zweieinhalb Kilometer nordwestlich von Indersdorf und ist über die Kreisstraße DAH 2 zu erreichen.